# Macy’s Day Parade
Macy's Day Parade – singel z albumu Warning amerykańskiego zespołu punk rockowego Green Day.
W czarno-białym teledysku do tej piosenki Billie Joe Armstrong spaceruje po mieście. Na jego koniec Mike Dirnt i Tre Cool grają na instrumentach przez ok. 10 sekund.